# Hola Pelusa
Hola Pelusa es una telenovela argentina producida y dirigida para ATC (hoy Televisión Pública) en 1980. Fue protagonizada por Ana María Picchio y Juan José Camero. Además contó con las actuaciones estelares de Mónica Jouvet, Patricia Castell, Liliana Benard, Pepita Muñoz y Osvaldo Terranova.
Es una adaptación de la telenovela original Me llaman Gorrión del año 1972, escrita por Abel Santa Cruz.

## Argumento
Pelusa (Ana María Picchio), una muchacha humilde, se viste de varón en busca de trabajo para sostener a su abuela, consiguiendo de esta manera un empleo como repartidor de un almacén de barrio. En los repartos, Pelusa conoce a Daniel (Juan José Camero), un joven de buena posición económica. Él descubre que se trata de una mujer y se enamoran, debiendo ambos luchar para que la familia de Daniel acepte la relación.

## Elenco
- Ana María Picchio - Pelusa
- Juan José Camero - Daniel
- Patricia Castell - Delia
- Liliana Benard - Camila
- Mónica Jouvet - Susana
- Osvaldo Terranova - Tomás
- Pepita Muñoz - Benita
- Aurora del Mar - Eugenia
- Berta Castelar - Ermelinda
- José Luis Mazza - Palito
- Alberto Mazzini - Beto
- Beatriz Ecket - Rosaura
- Ricardo Morán - Vendutti
- Nora Nuñez - Clementina
- Eduardo Rudy - Antonio
- Liliana Simoni - Aurora
- Constanza Maral - Manuela
- Betty Solís - Natalia
- Tony Vilas - Cotorra
- Emilio Comte
- Rolando Chávez
- Alicia Anderson
- Enrique Estevanez
- Arturo Blas

## Equipo de producción
- Historia: Abel Santa Cruz
- Dirección: Pancho Guerrero
- Productor: Perla Márquez